# Los Angeles Film Critics Association Awards 2022
La 48ª edizione dei Los Angeles Film Critics Association Awards si è tenuta l'11 dicembre 2022.
Per la prima volta in tre anni, l'organizzazione ha organizzato un evento di premiazione dal vivo in cui tutti i vincitori sono stati premiati il 14 gennaio 2023.
Quest'anno, LAFCA ha introdotto categorie di recitazione neutre rispetto al genere, con due premi per la migliore interpretazione da protagonista e due premi per la migliore interpretazione da non protagonista, ciascuno con due vincitori e due secondi classificati.

## Premi

### Miglior film
- Everything Everywhere All at Once, regia di Daniel Kwan e Daniel Scheinert
- Tár, regia di Todd Field

### Miglior regista
- Todd Field – Tár
  - 2º classificato: S. S. Rajamouli – RRR

### Miglior protagonista
- Cate Blanchett – Tár
- Bill Nighy – Living
  - 2º classificato: Danielle Deadwyler – Till - Il coraggio di una madre (Till)
  - 2º classificato: Michelle Yeoh – Everything Everywhere All at Once

### Miglior non protagonista
- Dolly de Leon – Triangle of Sadness
- Ke Huy Quan – Everything Everywhere All at Once
  - 2º classificato: Jessie Buckley – Women Talking - Il diritto di scegliere (Women Talking)
  - 2º classificato: Brian Tyree Henry – Causeway

### Miglior sceneggiatura
- Todd Field – Tár
  - 2º classificato: Martin McDonagh – Gli spiriti dell'isola (The Banshees of Inisherin)

### Miglior fotografia
- Michał Dymek – EO
  - 2º classificato: Hoyte van Hoytema – Nope

### Miglior scenografia
- Dylan Cole e Ben Procter – Avatar - La via dell'acqua (Avatar: The Way of Water)
  - 2º classificato: Jason Kisvarday – Everything Everywhere All at Once

### Miglior montaggio
- Blair McClendon – Aftersun
  - 2º classificato: Monika Willi – Tár

### Miglior colonna sonora
- M. M. Keeravani – RRR
  - 2º classificato: Paweł Mykietyn – EO

### Miglior film in lingua straniera
- EO, regia di Jerzy Skolimowski
  - 2º classificato: Saint Omer, regia di Alice Diop

### Miglior film d'animazione
- Pinocchio di Guillermo del Toro (Guillermo del Toro's Pinocchio), regia di Guillermo del Toro e Mark Gustafson
  - 2º classificato: Marcel the Shell (Marcel the Shell with Shoes On), regia di Dean Fleischer-Camp

### Miglior documentario
- Tutta la bellezza e il dolore - All the Beauty and the Bloodshed (All the Beauty and the Bloodshed), regia di Laura Poitras
  - 2º classificato: Fire of Love, regia di Sara Dosa

### New Generation Award
- Davy Chou e Park Ji-Min – Return to Seoul

### Miglior film sperimentale/indipendente
- De Humani Corporis Fabrica, regia di Lucien Castaing-Taylor e Verena Paravel

### Career Achievement Award
- Claire Denis

### Citazione speciale
- Gwen Deglise - per aver curato e celebrato il cinema a Los Angeles per un quarto di secolo attraverso l'American Cinematheque